# مارک والچفسکی
مارک والچفسکی (لهستانی: Marek Walczewski؛ ۹ آوریل ۱۹۳۷ – ۲۶ مهٔ ۲۰۰۹) بازیگر اهل لهستان بود.
از فیلم‌ها یا برنامه‌های تلویزیونی که وی در آن نقش داشته‌است، می‌توان به سرنوشت‌های لهستانی، گا، گا، درود بر قهرمانان، کینگ‌سایز، مرگ یک رئیس‌جمهور، روزها و شب‌ها، جادوگر (مجموعه تلویزیونی)، جادوگر (فیلم)، حوزه استحفاظی ۱۳، حوزه استحفاظی ۱۳، قسمت دوم، قسمت سوم شب، طبل حلبی، داستان گناه، سرنشین، سرزمین موعود، او-بی، او-با: پایان تمدن، یانا و عروسی اشاره کرد.
وی همچنین برندهٔ جوایزی همچون گلوریا آرتیس شده‌است.